# Guido Sgaravatti
Guido Sgaravatti (Abano Terme, 8 giugno 1925 – Montegrotto Terme, 25 aprile 2019) è stato uno scultore, saggista, pittore, incisore, grafico italiano.
Guido Sgaravatti è stato uno scultore del Novecento, allievo tra gli altri di Emilio Greco, oltre ad essere pittore ed incisore.
Legato al mondo dello Yoga, dell'indagine spirituale e del rapporto di questi con l'arte, ha scritto diversi libri e saggi.

## Formazione
Primogenito di Erinus Sgaravatti ed Elisa Buratti, Guido nasce nella casa di famiglia nella frazione di Giarre. Frequenta il Liceo classico “Tito Livio” di Padova, laureandosi poi in Giurisprudenza, coltivando sin da giovane la sua vena artistica, frequentando e lavorando col mimo Jacques Lecoq e, grazie all'attività teatrale all’Università di Padova, diventando allievo di Amleto Sartori che lo avvicina al mondo del disegno e della scultura. Frequenta successivamente gli studi dello scultore Luigi Strazzabosco, dei pittori Antonio Ferro e Dolores Grigolon - dove conosce Raffaella Tognazzo (1928-2017), sua futura moglie e dalla quale hanno Francesco (18 gennaio 1957), Antonio (06 aprile 1959) ed Elena (18 agosto 1960) - e l'Accademia di belle arti di Venezia, allievo di Giuseppe Cesetti e Venanzo Crocetti. A Napoli con Emilio Greco affina la tecnica della scultura in bronzo mentre con Giovanni Ardini a Roma apprende quella della lavorazione del marmo, mentre da Marino Marini apprende la ricerca del cavo. 
Spinto dalla tradizione imprenditoriale famigliare, fino ai 40 anni ne segue le orme per poi abbandonarle definitivamente per dedicarsi ai propri studi di approfondimento.
Moltissime le sue mostre personali e collettive in Italia e all’estero, più di una decina nell'amata Australia, dove aveva valutato di trasferirvisi con la famiglia decidendo infine di restare in Italia, abitando nel padovano e acquistando anche una casa a Canale di Tenno, località conosciuta grazie ad un invito per esporre le sue opere.
Gli ultimi anni li ha trascorsi con la moglie a Montegrotto Terme.
Oltre alle varie tecniche artistiche alle quali si è dedicato durante la vita, è stato anche traduttore, saggista di libri e articoli e relatore di conferenze sulle tematiche legate allo Yoga.

## lo Yoga e la ricerca spirituale
Parallelamente alla produzione artistica, approfondisce lo studio e la ricerca sullo Yoga, la ricerca spirituale e la psicologia del profondo, arrivando a tradurre dall'originale in sanscrito il testo millenario Yoga Sūtra di Patañjali. Grazie alla sua profonda conoscenza dell’animo umano, ha studiato e insegnato la tecnica del ritorno, metodo non invasivo per aiutare persone "disturbate" da traumi del passato. Questa tecnica ha al suo attivo circa 2000 casi studiati e numerosi successi, con l’eliminazione dei disturbi psicologici pregressi.
Nel 2017 ha fondato assieme ad altri artisti, l'Associazione Arte 4 D con lo scopo di far proseguire le tecniche sia artistiche che filosofiche di cui è stato maestro. L'Associazione continua le attività anche dopo la scomparsa dell'artista.

## Le tecniche e stile
Nella scultura spaziava dalla ceramica al bronzo, dal gesso al marmo; nel disegno dalla china alle penne a sfera o stilografiche; su tela, faesite o masonite, con olii; nell'incisione, dai monotipi di sua creazione, alle acqueforti; inoltre utilizzò anche saldature di metalli, legno ed altri materiali più plasmabili.
Ancora oggi, alcuni suoi allievi promuovono e insegnano la tecnica da lui studiata per creare incisioni monotipo attraverso la stampa con il torchio a mano.
In scultura, il suo stile è formato da una forte immedesimazione nel racconto: parte dallo studio approfondito dei testi, studiati con cognizione sia storica che psicologica, creando opere di grandiosa essenzialità, ritornando alla concezione della scultura romanica e gotica.
Oltre a creare su carta disegni per alcune scenografie nei suoi schizzi le linee sono scure ed essenziali, completate con alcuni tocchi di acquarello usati con pennelli cinesi, opere di veloce esecuzione e propedeutiche ai dipinti, nei quali passa da una concezione onirica ad una più tangibile, decodificando i sogni, risultati tipici nelle opere soprattutto degli anni Settanta.
La grafica per Sgaravatti era l'incisione-monotipo, basata su un procedimento da lui stesso creato, nella quale confluiscono sia i disegni veri e propri che i bozzetti preparatori per le sculture. Solitamente dipingeva su vetro o metallo passando poi l'immagine sul foglio con il torchio a mano, producendo così una sola immagine, appunto "monotipo", usando pezzi di tela, foglie, reticolati ed altri materiali, potendo poi intervenire anche con l'acquarello.
Per quanto riguarda in generale lo stile e i vari livelli creativi sui quali operava Sgaravatti:
(Rizzi)

## Esposizioni
Quasi un centinaio le personali e le collettive tra cui molte in Australia. Tra tutte, vi sono:
- 1969 - Personale, Bassano del Grappa, Galleria “Punto Quadrato”, maggio
- 1969 - mostra dell’UCAI, Padova, con una serie di disegni su S. Giorgio
- 2002 - Arte e Psicologia, Padova, Galleria Civica
- 2010 - Dalla Rappresentazione all’Arte-terapia, Padova, Centro Culturale San Gaetano
- 2000 - Lugano, ottobre

## Opere

### Sculture
- Le tre età, 1974, bronzo
- Progetto per le porte del Duomo di Belluno, 1979
- Padmasana (La posizione del loto), 1984, bronzo
- Asana, 1986
- Nudo seduto, 1988
- Piccolo toro (Toro ferito), bronzo, 1989
- Il cavalino, 1989
- Complesso monumentale per Sant'Eustochia, con Ritratto di Papa Wojtyla, Messina, piazza Crisafulli, bronzo, 1988
- Porta dei Fiaccolari, chiesa dell'lmmacolata, Saponara, 1990[12]
- Nudo, 1990
- L'arco (Dhanurasan), Giardini-Naxos, fusione in bronzo del 1991 su modello del 1984
- Progetto per le porte del Duomo di Padova, comprendente studi singoli quali San Gregorio Barbarigo e San Leopoldo, 1992
- L'arte, 1992
- La cultura, 1992
- Il beolco, 1992
- Medaglia per il Centenario della Banca Antoniana, 1993.

### Dipinti
- Diverse prospettive, olio su faesite, Collezione privata
- Nudo alla spiaggia, olio su faesite, Collezione privata
- La strada, olio su faesite, Collezione privata
- Ritratto di Donna, olio su faesite, Collezione privata
- La conversazione, olio su faesite, Collezione privata
- Donna che pensa

### Grafica
- Cuocere i pesciolini, 1980
- Il somaro in barca, 1981
- Figura, 1987
- Lodi a Tara, 1987
- Nudo in un interno, 1990
- La lettura, 1993

### Libri e traduzioni
- La Logica dell’Irrazionale, 1978
- Vedere la Mente, 2002
- Il mito di Tara Verde, 2005
- Il pianeta dei folli, 2007
- Patañjali - yoga-sūtra, presentazione di Angelo Bona, 2009
- Il monopolio del magico, 2011

## Premi e riconoscimenti
- 1968 - Mostra Arte Aacra UCAI, Padova, premio per il disegno San Giorgio e il drago
- 1971 - Mostra UCAI, medaglia d’oro della Cassa di Risparmio di Padova e Rovigo per Madonna con bambino
- 1971 - Centro Cultura Internazionale Jesolum, Venezia, premio acquisto per la pittura
- 1971 - Centro Cultura Internazionale Jesolum, Venezia, medaglia d'argento per la scultura
- 1972 - I Biennale di Pittura Valle dei Laghi, premio per la pittura
- 1972 - Centro Cultura Internazionale Jesolum, Venezia, I premio medaglia d'oro per la grafica
- 1974 - Amici del Quadrato, Valdagno, premio per la pittura
- 1974 - Accademia Tiberina, Roma, attestato di Accademico associato per le arti
- 1974 - Il Pavone d'oro, Milano, premio per l'arte e la cultura
- 1975 - Cenacolo Artisti e Poeti, Medaglia d'oro per la pittura Toni Menegazzo
- 1975 - Marc'Aurelio, Roma, premio per la pittura
- 1976 - Dante Alighieri, Roma, premio per la pittura
- 1976 - E.N.A.L. XVI Concorso Triveneto di pittura, I premio per la pittura per La Natività
- 1976 - Centauro d'oro, Milano, premio per la pittura
- 1977 - UCAI, Rassegna d'Arte Sacra, premio per la pittura
- 1977 - VI Rassegna d’Arte Sacra, S. Rocco, I premio per Paliotto d’altare
- 1977 - Il Pino d'oro, Catanzaro, Villaggio Mancuso, premio per la pittura
- 1978 - Accademia Italia, Medaglia d'oro per l'arte e nomina di Accademico
- 1978 - C. E. J. Comunità Europea Giornalisti, "Siracusa nella stroria", premio per la scultura
- 1979 - Leonardo Da Vinci, premio per la pittura
- 1979 - Premio acquisto "Nello Beghin", Padova, Concorso nazionale Pittura Scultura Grafica
- 1979 - VII Rassegna d’arte sacra, Padova, Sala San Rocco, medaglia d’oro I premio del Presidente della Repubblica Sandro Pertini per Madonna con bambino
- 1980 - Mit Times International, Roma, premio per la pittura
- 1980 - Pro Loco Albignasego, premio acquisto mostra nazionale di pittura
- 1981 - E.N.S. Ente Nazionale Sordomuti, diploma di benemerrenza
- 1982 - Southport Old Australia, premio per la pittura
- 1987 - Ente Fiera Padova, premio per la scultura
- 1992 - Amministrazione prov. Reggio Emilia, premio per la pittura.[13]